# Предикатно-трансформативна семантика
Предикатно-трансформативна семантика e екстенция на Флойд-Хойр логиката, изобретена от Дейкстра и е разширена и подобрена от други изследователи. Първо е представена в научната публикация на Дейсктра Guarded commands, nondeterminacy and formal derivation of programs („Защитени команди, недетерминативност и формална деривация на програмите“). Това е метод за дефиниране на семантиката на императивните програмни езици чрез задаването, назначаването към всяка команда в езика на кореспондиращ предикатен трансформатор.